# Hans Lagerlöf

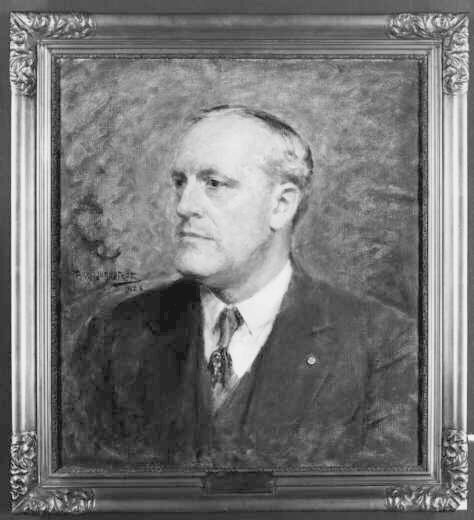
Hans Lagerlöf (1926)

Benjamin Hans Lagerlöf, auch Lagerloef (* 29. März 1880 in Tåby, Norrköping in Östergötlands län; † 11. Mai 1952 in New York City) war ein schwedischer Kaufmann, Stifter und Philatelist, der als Auswanderer in New York City mit dem Handel von Holzstoff und Papier ein Vermögen aufbaute.

## Leben
Lagerlöf war ein Sohn des Zollbeamten und Bezirksverwalters Carl Johan Lagerlöf (1817–1885) und dessen Frau Clara Regina (geborene de Broen). Er war ein Bruder von Fenix Carl Lagerlöf (1878–1961), sowie Cousin des Schriftstellers und Übersetzers Erland Lagerlöf (1854–1913), des Musikdirektors und Pianisten Magnus Lagerlöf (1864–1950) und Selma Lagerlöfs. Er begann bereits als Junge in Stockholm mit dem Sammeln von Briefmarken. Er erhielt seine kaufmännische Ausbildung in verschiedenen Handelshäusern in Deutschland, England und Frankreich. Nach dem Studium in Stockholm kam er 1903 als staatlicher Handelsstipendiat in die Vereinigten Staaten. 1904 heiratete er die aus Lübeck stammende Malerin Clara Lenz. Lagerlöf war zunächst in der Scandinavian-American Trading Company im Papierimport tätig, bei der er einen zügigen Aufstieg in Leitungspositionen erlebte. Bei einer Reise im Ersten Weltkrieg nach Schweden 1917 auf dem dänischen Schiff Frederik VIII wurden Teile seines Gepäcks von britischen Behörden beschlagnahmt, da es Konterbande (Gummi und Wolfram) enthielt. Es kam am 3. Dezember 1917 zu einer Anfrage im britischen Unterhaus wegen angeblicher Sympathie und Unterstützung Lagerlöfs für die deutsche Seite.

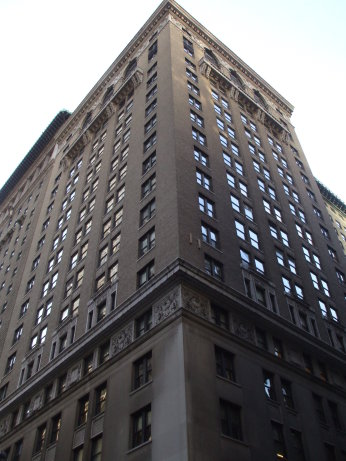
52 Vanderbilt Ave. (2010)

Mit Wirkung vom 1. Januar 1918 machte Lagerlöf sich mit der Lagerloef Trading Company selbstständig, die Zellstoff und Papier vornehmlich aus Finnland für den nordamerikanischen Markt importierte. Der Sitz des Unternehmens befand sich in der Vanderbilt Avenue Nr. 52 neben der Grand Central Station. Daneben hielt er Anteile an den Svenska Amerika Linien.
Sein verdientes Geld investierte er in Briefmarken. Als Philatelist baute er eine der größten Briefmarkensammlungen weltweit auf und unterstützte als Mäzen etliche Museen. Teile seiner Sammlung fanden auch den Weg in die großen Postmuseen. So erhielt das Postmuseum in Stockholm neben einer Vielzahl anderer Marken als herausragende Stücke 1927 seine etwa 1912 oder kurz darauf erworbene Rote und Blaue Mauritius. Die National Philatelic Collection der Smithsonian Institution, heute das National Postal Museum, erhielt ebenfalls wesentliche wie umfangreiche Spezialsammlungen von ihm übertragen. Die Spenden aus seinen Sammlungen gingen seit 1922 regelmäßig bei den Museen in Stockholm ein und waren der Erinnerung an seine Mutter oder anderen, ihm nahestehenden Menschen, gewidmet. Das Postmuseum veröffentlichte sechs umfassende Verzeichnisse über diese Spenden.
Als Philatelist wurde er für seine angelegten Spezialsammlungen vielfach ausgezeichnet, so bei der Third International Philatelic Exhibition 1936 im Grand Central Palace in New York. Er selbst stiftete als Auszeichnung den 1943 erstmals vergebenen Lagerloef Award der Society of Philatelic Americans. Seine Sammlungen wurden nach seinem Tod mit eigenen Katalogen versteigert. Lagerlöf war Mitglied der Königlich-Schwedischen-Segelgesellschaft (KSSS).
Die Familie lebte in Weehawken, New Jersey und hatte eine Tochter und zwei Söhne.

## Auszeichnungen
- Oberst (ehrenhalber) des 7th Regiment, New York National Guard (1940)
- Wasaorden, Kommandeur 1. Klasse (1922)[9]
- Nordstern-Orden, Kommandeur I. Klasse
- Finnischer Orden der Weißen Rose, Kommandeur I. Klasse mit Stern
- American Philatelic Society Hall of Fame (2003)